# Federación Venezolana de Tenis
La Federación Venezolana de Tenis es el máximo organismo de tenis de Venezuela. Tiene como finalidad organizar, dirigir, coordinar, planificar, programar, fomentar, controlar y supervisar las actividades y competencias de tenis que se realicen en el país.
Se encuentra registrada y reconocida por el Instituto Nacional de Deportes, afiliada al Comité Olímpico Venezolano, a la Federación Internacional de Tenis y a la Confederación Sudamericana de Tenis.